# Райнс, Роберт
Роберт Райнс (англ. Robert Rines; 30 августа 1922 — 1 ноября 2009) — американский юрист, учёный, изобретатель и композитор. Он прославился как один из создателей современных радаров и сонаров, а также как убеждённый сторонник существования Лох-Несского чудовища.
В целом изобретателю принадлежало более 80 патентов. Среди них был патент, который позволил создать технологию радаров высокого разрешения. Эта технология интенсивно применялась, например, при создании ракет Patriot.
Кроме этого Райнс принял участие в создании современных сонаров и аппаратов для УЗИ. В частности, созданный учёным инструмент использовался для поиска «Титаника». Кроме этого Райнс в 1972 провел сканирование озера Лох-Несс в поисках чудовища, которое ему, по его собственным словам, пришлось наблюдать лично.
В течение 45 лет своей жизни Роберт Райнс преподавал в МТИ курсы, посвящённые интеллектуальной собственности. Кроме этого он занимался постановкой мюзиклов, за один из которых даже получил «Эмми».
Райнс умер в возрасте 87 лет от остановки сердца в своем доме в Бостоне в окружении семьи.